# Свети Никита (Никити)
„Свети Никита“ (на гръцки: Αγίου Νικήτα) е възрожденска православна църква, разположена в село Никити на полуостров Ситония, Гърция.
Църквата е построена в 1867 година според плочите вградени в нея, след като разположената наблизо стара църква „Успение Богородично“ става малка за енорийските нужди на селището. Основният камък е положен от митрополит Хрисант Касандрийски през март 1867 година. Парите са събрани от местното население, като голямо пасеще край селото е дадено под аренда на влашки пастири за пет години. На мястото на църквата е имало отбранителна кула, вероятно средновековна манастирска кула, използвана по-късно от османците, която изгаря няколко години преди построяването на църквата. По време на Гражданската война в Гърция през октомври 1948 година двама членове на антикомунистическа част се затварят в църквата и са обградени от част на ЕЛАС, които запалва сградата. Жителите веднага се заемат с възстановяването, което завършва в 1950 година. Иконостасните икони са на Георгиос Паралис. В храма са запазени и някои поствизантийски икони от района.